# Argyrotome tenebrosa
Argyrotome tenebrosa är en fjärilsart som beskrevs av W. Warren 1897. Argyrotome tenebrosa ingår i släktet Argyrotome och familjen mätare. Inga underarter finns listade i Catalogue of Life.